# اس‌اس برمن
اس‌اس برمن ممکن است به یکی از موارد زیر اشاره داشته باشد:
- اس‌اس برمن (۱۸۹۷)
- اس‌اس برمن (۱۹۲۹)